# Materiał termolabilny
Materiał termolabilny – materiał wrażliwy na wysoką temperaturę. Po poddaniu go wysokiej temperaturze traci on pierwotny kształt. Do materiałów termolabilnych zaliczamy między innymi termoplastyczne tworzywa sztuczne. Przedmioty wykonane z takich materiałów nie nadają się do sterylizacji termicznej. Należy do nich np. medyczny sprzęt jednorazowego użytku.